# Igiugig
Igiugig est une localité d'Alaska aux États-Unis dans le Borough de Lake and Peninsula. En 2000, il y avait 53 habitants. Elle est située à l'embouchure de la  rivière Kvichak.

## Géographie
Le village est situé sur les berges du lac Lliamna, gelé une partie de l'année.

## Démographie
| 1970 | 1980 | 1990 | 2000 | 2010 | - |
| ---- | ---- | ---- | ---- | ---- | - |
| 36   | 33   | 33   | 53   | 50   | - |